# 제2회 전국동시지방선거 양양군의회
다음은 제2회 전국동시지방선거의 양양군의회의원 선거결과를 정리한 문서이다. 해당 선거에서 양양군의회는 지역구의원 7명을 선출했다.

## 지역구 선거 결과
|  | 42.68% |

|  | 30.15% |

|  | 27.16% |

|  | 52.95% |

|  | 47.04% |

| 제2회 전국동시지방선거손양면 선거구 |        |        |        |        |      |      |  |
|                                     |        |        |        |        |      |      |  |
| 후보                                | 후보   | 정당   | 득표   | 득표율 | 당락 | 비고 |  |
|                                     | 고용달 | 무소속 | 무투표 | 무투표 | 당선 |      |  |
| 합계                                | 합계   | 합계   | 0표    |        |      |      |  |

|  | 55.60% |

|  | 44.39% |

|  | 61.24% |

|  | 38.75% |

|  | 56.61% |

|  | 43.38% |